# Szpicgat
Szpicgat – konstrukcja rufy kadłuba jednostki pływającej charakteryzująca się występowaniem stewy rufowej, do której przymocowana jest oś steru.
Także: ogólna nazwa jachtu, mającego taką konstrukcję rufy.